# 33017 Wronski
33017 Wronski este un asteroid din centura principală de asteroizi.

## Descriere
33017 Wronski este un asteroid din centura principală de asteroizi. A fost descoperit pe 9 aprilie 1997 la Observatorul La Silla de Eric Walter Elst. Asteroidul prezintă o orbită caracterizată de o semiaxă mare de 3,16 ua, o excentricitate de 0,03 și o înclinație de 10,0° în raport cu ecliptica.